# USS Halibut (SSN-587)
USS Halibut (SSGN-587) (ˈhælɪbʌt, рус. палтус) — американская атомная подводная лодка, единственный корабль этого типа. Первоначально планировалась, как лодка для выполнения специальных операций, затем перепрофилирована в ракетную подводную лодку SSGN-587.

## История службы
Подводная лодка «Хэлибат» заложена на верфи Mare Island Naval Shipyard в г. Вальехо (шт. Калифорния) 11 апреля 1957 года. Спущена на воду 9 января 1959 года, вошла в состав флота 4 января 1960 года под командованием капитана третьего ранга Уолтера Дедрика (Lieutenant Commander Walter Dedrick).

### Ракетная лодка, 1960-1965
Строившаяся как  дизель-электрическая подводная лодка, а затем оборудованная ядерным реактором, «Хэлибат» стала первой подводной лодкой, специально спроектированной для запуска управляемых ракет. Штатным оружием лодки были крылатые ракеты «Регулус». Главная палуба лодки располагалась достаточно высоко над поверхностью воды, образуя сухую «полётную палубу». Запуск ракет был полностью автоматическим, гидравлические механизмы управлялись с центрального поста управления.
11 марта 1960 года «Хэлибат» отправилась в испытательное плавание. 25 марта впервые был осуществлён запуск крылатой ракеты с атомной подводной лодки. 18 июня 1960 года лодка возвратилась на верфь Mare Island и после недолгих тренировок экипажа 7 ноября отплыла в Перл-Харбор, чтобы войти в состав Тихоокеанского флота США. Во время своего первого выдвижения лодка на демонстрации вооружений стран СЕАТО лодка осуществила седьмой подряд успешный запуск крылатой ракеты SSM-N-8 Regulus. 9 апреля 1961 года лодка вернулась в Перл-Харбор, а 1 мая снова отправилась в дальний поход, во время которого осуществила несколько учебных ракетных стрельб.
В конце 1961 года лодка отбыла в своё третье выдвижение в западную часть Тихого океана, начав серию учений, продолжавшеуюся до 1964 года. 4 мая 1964 года «Хэлибат» отбыла из Перл-Харбора в последнее на Тихом океане подводное ракетное патрулирование. С сентября по декабрь «Хэлибат» совместно с другими подводными лодками проводила тестирование и оценку ударных возможностей подводных лодок типа «Трешер/Пермит».

### Специальные операции, 1965-1976
В феврале 1965 года лодка прибыла на верфь Pearl Harbor Naval Shipyard для переоборудования, и 15 августа 1965 года была переклассифицирована в многоцелевую атомную подводную лодку SSN-587. Научным руководителем проекта был выдающийся американский инженер Джон Крейвен. 6 сентября отплыла из Перл-Харбора на западное побережье США, 20 сентября прибыв в  Кейпорт (штат Вашингтон). 5 октября лодка отправилась обратно на Гавайи, сделала 8-дневную остановку в Маре-Айленде (штат Калифорния) и прибыла в Перл-Харбор 21 октября. Здесь она несла патрульную службу до августа 1968 года, когда лодка прибыла на верфь Mare Island для модернизации, которая включала установку боковых подруливающих устройств, якорного устройства с носовым и кормовым грибовидными якорями, водолазной камеры, дальнего и ближнего боковых сонаров, буксируемого подводного аппарата с лебёдкой, видео- и фотографического оборудования, нового компьютера-мейнфрейма и другого океанографического оборудования. В 1970 году лодка возвратилась в Перл-Харбор и до вывода из состава флота в 1976 году действовала в составе 1-й группы опытовых подводных лодок (Submarine Development Group One, SubDevGruOne).
«Хэлибат» использовался также в секретных разведывательных операциях против СССР:
- Подводное подключение к советской линии связи, проходившей по дну Охотского моря с Камчатки на континент (Операция «Ivy Bells»);
- Фотографирование и помощь в подъёме затонувшей советской подлодки К-129 (проект ЦРУ «Azorian»).

## Дальнейшая судьба
«Хэлибат» была выведена из состава ВМС США 30 июня 1976 года и в том же году вошла в состав резервного флота на базе подводных лодок Кейпорт/Бангор. 30 апреля 1986 года лодка была вычеркнута из Военно-морского регистра и утилизована 9 сентября 1994 года в рамках программы утилизации атомных кораблей на верфи Puget Sound Naval Shipyard в Бремертоне (шт. Вашингтон).

## Награды и благодарности

### Благодарность президента для подразделения–1968
Цитата:
For exceptional meritorious service on support of National Research and Development efforts while serving as a unit in the Submarine Force, U.S. Pacific Fleet. Conducting highly technical submarine operations, over an extended period of time, USS HALIBUT (SSN-587) successfully concluded several missions of significant scientific value to the Government of the United States. The professional, military, and technical competence, and inspiring devotion to duty of HALIBUT’s officers and men, reflect great credit upon themselves and the United States Naval Service.
За исключительно похвальную службу по поддержке исследований и разработок в составе подводных сил Тихоокеанского флота. Проводя в течение длительного периода времени высокотехнологичные операции, «Хэлибат» (SSN-587) успешно выполнил ряд миссий значительной научной ценности по заданию правительства США. Профессиональная, военная и техническая компетентность, а также преданность службе офицеров и матросов, вызывает глубокое уважение к ним лично и к подводным силам ВМС США .

### Благодарность президента для подразделения–1972
Цитата:
For extraordinary heroism and outstanding performance of duty as a unit in the Submarine Force, United States Pacific Fleet during 1972, USS HALIBUT successfully accomplished two highly productive and complex submarine operations of immeasurable value to the Government of the United States. The superb professional competence, extremely effective teamwork and exemplary devotion to duty displayed by the officers and men of USS HALIBUT reflect great credit upon themselves, the Submarine Force and the United States Naval Service.
За исключительный героизм и выдающиеся достижения в службе в составе подводных сил Тихоокеанского флота. В 1972 году «Хэлибат» (SSN-587) успешно выполнил две сложные и эффективные подводные операции, имевшие неоценимое значение для правительства США. Прекрасная профессиональная компетентность, чрезвычайно эффективная коллективная работа и образцовая преданность службе офицеров и матросов «Хэлибат», вызывает глубокое уважение к ним лично и к подводным силам ВМС США.

## Сноски
1. 1 2  Fitsimons, Bernard, ed. "Halibut", The Twentieth Century Encyclopedia of Weapons and Warfare (London: Phoebus, 1978), Volume 11, p. 1205
2. ↑  «Obituary: John Piña Craven», The Economist, Feb 28th 2015 Архивная копия от 17 ноября 2016 на Wayback Machine)
3. ↑  Presidential Unit Citation Архивировано 30 октября 2007 года.  (недоступная ссылка с 03-09-2013 [4216 дней] — история, копия), 1968.
4. ↑  Presidential Unit Citation Архивировано 30 октября 2007 года.  (недоступная ссылка с 03-09-2013 [4216 дней] — история, копия), 1972.